# Kręci mnie vinyl
Kręci mnie vinyl – pierwszy mixtape DJ-a Soiny. Album został wydany 24 czerwca 2011 nakładem wytwórni Szpadyzor Records. Na mixtapie pojawili się m.in. DonGuralEsko, Pih, Chada, RY23, Ero i Fabuła. Wydawnictwo jest promowane teledyskami do utworów: „Nocne zażyłości”, „Salut”, „Pijany bankrut”, „Globetrotter” oraz „To dla tych kumatych”.

## Lista utworów
Opracowano na podstawie źródła:
1. „Intro"
2. „To jest mixtape” (gościnnie: Buczer, Koni)
3. „Niesie się flow” (gościnnie: RR Brygada, Wasp, Marian Wielkopolski)
4. „13 (Blend)” (gościnnie: Waldemar Kasta)
5. „Rapokalipsa” (gościnnie: Ero, Pyskaty)
6. „The reverb for hip hop” (gościnnie: Teoria Czystej Formy, C-Zet)
7. „Mechanizm bragga (Blend)” (gościnnie: Shellerini)
8. „Nocne zażyłości” (gościnnie: Yankee Doo Doo)
9. „Płoną wersy (Blend)” (gościnnie: RY23, DonGuralEsko)
10. „Salut” (gościnnie: Chada i Pih)
11. „Droga jest nie tędy” (gościnnie: Galon)
12. „Nie będę tańczył (Blend)” (gościnnie: Kaczor)
13. „Pijany bankrut (Remix)” (gościnnie: Fabuła)
14. „Globtrotter” (gościnnie: DonGuralEsko, Qlop)
15. „Szanuj nas (Blend)” (gościnnie: PTP)
16. „Życie to bezcen” (gościnnie: Cegła)
17. „To dla tych kumatych” (gościnnie: Kowall)
18. „Outro”